# Port lotniczy Carriel Sur
Port lotniczy Carriel Sur – port lotniczy zlokalizowany w chilijskim obszarze metropolitalnym Gran Concepción w Talcahuano.

## Linie lotnicze i połączenia
- LAN Express (Puerto Montt, Santiago).
- Sky Airline (Santiago, Temuco, Punta Arenas, Valdivia, Osorno).